# Jim Rotondi

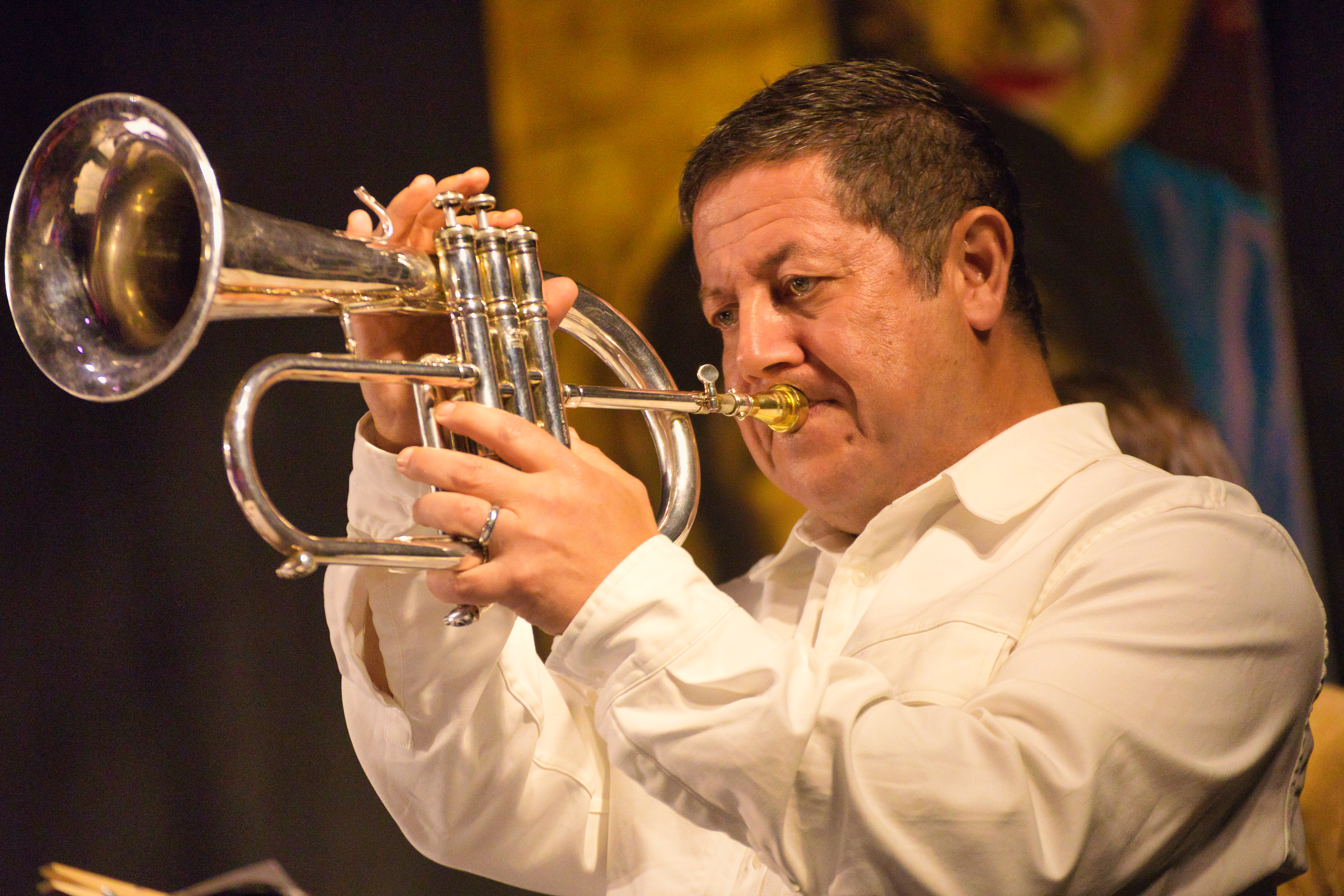
Jim Rotondi auf dem INNtöne Jazzfestival 2021

Jim Rotondi (* 28. August 1962 in Butte, Montana; † 7. Juli 2024 in Le Crest) war ein US-amerikanischer Jazz-Trompeter, Flügelhornist, Bandleader und Lehrer.

## Leben
Rotondi hatte zunächst Klavierunterricht bei seiner Mutter und wechselte mit zwölf Jahren zur Trompete als Hauptinstrument. Nach dem Ende der Highschool studierte er im Studienprogramm der North Texas State University. 1984 erlangte er den ersten Platz bei der International Trumpet Guild’s Jazz Trumpet Competition. Er schloss 1984 seine Studien an der North Texas State University ab, zog 1987 nach New York City und arbeitete dort mit Künstlern wie Ray Charles, Lionel Hampton, dem Toshiko Akiyoshi Jazz Orchestra, Lou Donaldson, Curtis Fuller und George Coleman (Danger High Voltage).
Ende der 1990er Jahre begann er mit eigenen Formationen zu arbeiten; 1996 erschien auf dem Label Criss Cross das Album Introducing Jim Rotondi, an dem u. a. Eric Alexander, Billy Drummond und Larry Goldings mitwirkten. Bei seinen weiteren Alben auf Criss Cross bzw. dem Sharp Nine Label spielte er u. a. mit Joe Locke, Harold Mabern, Steve Davis, Mulgrew Miller, David Hazeltine, Jesse Davis, Ray Drummond und Chris Potter. Rotondi wirkte außerdem bei Aufnahmen von Eric Alexander, Paul Bollenback, Steve Davis, David Hazeltine, Mike LeDonne und Cecil Payne mit. Seit 1997 gehörte er dem Sextett One for All an, mit der bis 2024 zahlreiche Tonträger erschienen. 2005 arbeitete er bei seinem Album Iron Man mit einem pianolosen Quintett, bestehend aus dem Tenorsaxophonisten Jimmy Greene, dem Vibraphonisten Steve Nelson, dem Bassisten Doug Weiss und dem Schlagzeuger Bill Stewart.
Weiterhin gab Rotondi Kurse an der Emory University in Atlanta, dem Jamey Aebersold Summer Jazz Workshop und war Mitglied des Lehrkörpers des Stanford Jazz Workshops in Palo Alto und beim Seminari Jazz Internazionali in Orsara (Italien). Er lehrte als Professor für Jazztrompete an der Rutgers University und an der Kunstuniversität Graz.

## Diskographische Hinweise
- Jim’s Bop (Criss Cross, 1997) mit Harold Mabern, Eric Alexander, John Webber, Joe Farnsworth
- Destination Up! (Sharp Nine, 2001) mit Joe Locke, Steve Davis, Mulgrew Miller
- The Pleasure Dome (Sharp Nine, 2003)
- New Vistas (Criss Cross, 2003) mit Chris Potter, Sam Yahel, Peter Bernstein, Bill Stewart
- Four of a Kind (2008), mit David Hazeltine, John Webber, Joe Farnsworth, Jason Hann
- Blues For Brother Ray (2009), mit Eric Alexander, Peter Bernstein, Mike LeDonne, Joe Farnsworth
- Live at Smalls (SmallsLive, 2010)
- 1000 Rainbows (Posi-Tone Records, 2011) mit Joe Locke, Danny Grissett, Barak Mori, Bill Stewart
- Dark Blue (Smoke Sessions, 2016)
- Champagne Taste (rec. 2005, ed. 2021), mit David Hazeltine, Greg Skaff, Barak Mori, Joe Strasser